# Sakai, Osaka

Sakai (堺市 Sakai-shi?) este un municipiu din Japonia, prefectura Osaka.